# Liga Independente das Escolas de Samba de São Paulo
A Liga Independente das Escolas de Samba de São Paulo ou LigaSP é uma entidade que administra as 34 escolas de samba dos grupos Especial, de Acesso 1 e Acesso 2 do Carnaval de São Paulo.

## História
Em 19 de Junho de 1986 dirigentes das principais escolas de samba de São Paulo e um grupo de sambistas reunidos em uma assembleia, decidiram criar uma associação que administrasse o carnaval paulistano, se desfiliando da UESP.
Em 2010 e 2011 a Liga fez uma parceria comercial com o jornal Diário de São Paulo, para os leitores da publicação comprarem em condições especiais o Kit com uma revista com 72 páginas, contendo a ficha técnica, história, cores e símbolos das escolas mais um CD e DVD com sambas-enredo, além de divulgar a ordem dos desfiles dos grupos I, II, III e IV e também dos Blocos.
Da criação até 2008, gerenciava os desfiles do Grupos Especial e Acesso, quando houve o rompimento de algumas escolas que formavam a SuperLiga. A partir do carnaval 2012 retoma essa posição, repassando a verba para as escolas de samba desses grupos. Tendo eleição em abril de 2013, onde se definem por chapas. sendo que nessa eleição, as duas chapas empataram, como não há desempate, teve que dev encontrar uma definição para essa eleição.
Em novembro de 2017 as doze escolas de samba pertencentes ao então Grupo 1 da UESP foram incorporadas à administração da Liga e o grupo passou a ter a denominação de Grupo de Acesso 2.
Pavilhão da Liga SP

## Grupo Especial
- Vai-Vai
- Mocidade Alegre
- Rosas de Ouro
- Gaviões da Fiel
- Império de Casa Verde
- Acadêmicos do Tucuruvi
- Águia de Ouro
- Colorado do Brás
- Tom Maior
- Acadêmicos do Tatuapé
- Dragões da Real
- Camisa Verde e Branco
- Estrela do Terceiro Milênio
- Barroca Zona Sul

## Grupo de Acesso 1
- Mancha Verde
- Independente Tricolor
- X-9 Paulistana
- Mocidade Unida da Mooca
- Vila Maria
- Unidos de São Lucas
- Dom Bosco de Itaquera
- Nenê de Vila Matilde

## Grupo de Acesso 2
- Raízes do Samba
- Unidos do Peruche
- Morro da Casa Verde
- Primeira da Cidade Líder
- Torcida Jovem do Santos
- Pérola Negra
- Camisa 12
- Imperador do Ipiranga
- Brinco da Marquesa
- Imperatriz da Paulicéia

## Presidentes
| Período               | Presidente                   |
| --------------------- | ---------------------------- |
| Jun/1986 – Nov/1986   | Eduardo Basílio              |
| Nov/1986 – Jun/1987   | Walter Guariglio             |
| Jun/1987 – Jun/1989   | Juarez da Cruz               |
| Jun/1989 – Abr/1991   | Leandro Alves Martins        |
| Abr/1991 – Jun/1992   | Júlio Teixeira               |
| Jun/1992 – Mai/1993   | Horácio Bailão de Mello      |
| Mai/1993 – Jun/1995   | Sólon Tadeu Pereira          |
| Jun/1995 – Abr/1997   | Laurentino Borges Marques    |
| Abr/1997 – Jan/1998   | Eumar Meireles Barbosa       |
| Jan/1998 – Mai/1999   | Robson de Oliveira           |
| Mai/1999 – Jan/2000   | Sidnei Carrioulo Antônio     |
| Jan/2000 – Jan/2005   | Robson de Oliveira           |
| Mar/2005 – Ago/2007   | Alexandre Marcelino Ferreira |
| Set/2007 – Abr/2009   | Sidnei Carrioulo Antônio     |
| Mai/2009 – Mai/2020   | Paulo Sérgio Ferreira        |
| Mai/2020 – Atualidade | Sidnei Carrioulo Antônio     |